# 奧布日萊
47°59′19″N 29°22′45″E / 47.98861°N 29.37917°E
奧布日萊（羅馬化：Obzhyle）是烏克蘭西南部敖德萨州波迪利斯克區的巴爾塔市鎮的村莊。該村距離巴爾塔20公里，始建於1859年，面積4.06平方公里，海拔高度163米，2001年人口為869人。